# Конюх
Конюх или Коню (на македонска литературна норма: Коњух) е село в източната част на Северна Македония, община Кратово.

## География
Конюх е малко селце, разположено западно от Кратово.

## История
Гробищната църква „Свети Георги“ е от XIV - XVI век. Край Конюх е разположен археологическият обект Големо градище, антично селище с останки от голяма ротонда.
В XIX век Конюх е малко изцяло българско селце в Кратовска кааза на Османската империя. Според статистиката на Васил Кънчов („Македония. Етнография и статистика“) от 1900 година Коню има 190 жители, всички българи християни.
В началото на XX век население на селото са под върховенството на Българската екзархия. По данни на секретаря на екзархията Димитър Мишев („La Macédoine et sa Population Chrétienne“) през 1905 година в Конюх (Koniouh) има 160 българи екзархисти.
При избухването на Балканската война 5 души от Коню са доброволци в Македоно-одринското опълчение.

## Личности
Родени в Конюх
- Антон Лазаров, български революционер от ВМОРО, четник на Тодор Паница[6]
- Бойко Анагелов, македоно-одрински опълченец, 21-годишен, земеделец, 3 рота на 2 скопска дружина, убит на 18 април 1913 година[7]
- Кръстю Лазаров (1881 - 1945), български революционер, войвода на ВМРО.